# Яголудка
Яголу́дка (рос. Яголудка) — річка в Удмуртії (Вавозький район), Росія, права притока Вали.
Довжина річки становить 10 км. Бере початок на північній околиці присілку ела Малиновка, впадає до Вали навпроти присілку Красний Яр. Річка протікає дугою з вигином на схід, тобто спочатку тече на схід, потім плавно повертає на південь та південний захід, витоки ж її знаходяться всього за 2,5 км по прямій до самої Вали. Через річку збудовано 2 автомобільних мости у присілку Яголуд. Притоки дрібні, найбільша зліва — Гурезь-Пудгінка.
Над річкою розташовані присілки Малиновка, Яголуд та Четкер.